# Dwars door Vlaanderen 2016
Dwars door Vlaanderen 2016 var den 71. udgave af cykelløbet Dwars door Vlaanderen. Det var en del af UCI Europe Tour-kalenderen og blev afviklet 23. marts 2016. Løbet blev vundet af belgiske Jens Debusschere fra Lotto-Soudal.

## Hold og ryttere
| UCI WorldTeams (11)- AG2R La Mondiale - BMC Racing Team - Etixx-Quick Step - IAM Cycling - Katusha - Lotto NL-Jumbo - Lotto-Soudal - Movistar Team - Orica-GreenEDGE - Tinkoff - Trek-Segafredo UCI Professionelle kontinentalthold (11)- Bora-Argon 18 - CCC Sprandi Polkowice - Cofidis, Solutions Crédits - Direct Énergie - Fortuneo-Vital Concept - Gazprom-RusVelo - Roompot-Oranje Peloton - Southeast-Venezuela - Stölting Service Group - Topsport Vlaanderen-Baloise - Wanty-Groupe Gobert |
| |

### Danske ryttere
- Lars Bak kørte for Lotto-Soudal
- Magnus Cort kørte for Orica-GreenEDGE
- Rasmus Guldhammer kørte for Stölting Service Group
- Mads Pedersen kørte for Stölting Service Group
- Rasmus Quaade kørte for Stölting Service Group
- Michael Reihs kørte for Stölting Service Group
- Michael Carbel kørte for Stölting Service Group

## Resultater
| Nr. | Rytter                 | Hold                | Tid     |
| --- | ---------------------- | ------------------- | ------- |
| 1   | Jens Debusschere (BEL) | Lotto-Soudal        | 4:48.27 |
| 2   | Bryan Coquard (FRA)    | Direct Énergie      | + 0     |
| 3   | Edward Theuns (BEL)    | Trek-Segafredo      | + 0     |
| 4   | Filippo Pozzato (ITA)  | Southeast-Venezuela | + 0     |
| 5   | Jens Keukeleire (BEL)  | Orica-GreenEDGE     | + 0     |
| 6   | Giacomo Nizzolo (ITA)  | Trek-Segafredo      | + 0     |
| 7   | Oscar Gatto (ITA)      | Tinkoff             | + 0     |
| 8   | Scott Thwaites (GBR)   | Bora-Argon 18       | + 0     |
| 9   | Mike Teunissen (NED)   | Team LottoNL-Jumbo  | + 0     |
| 10  | Fernando Gaviria (COL) | Etixx-Quick Step    | + 0     |